# Comitatul Minburn, Alberta
Comitatul Minburn, din provincia Alberta, Canada  este un district municipal situat central în Alberta. Districtul se află în Diviziunea de recensământ 10. El se întinde pe suprafața de 2,910.71 km2  și avea în anul 2011 o populație de  3,278 locuitori.
Cities Orașe
--
Towns Localități urbane
- Vegreville

Villages Sate
- Innisfree
- Mannville
- Minburn

Summer villages Sate de vacanță
--
Hamlets, cătune
- Lavoy
- Ranfurly

Așezări
- Brookwood Estates
- Chailey
- Cummings
- Fitzallen
- Inland
- Lake Geneva
- New Kiew
- Prairie Lodge Trailer Court
- Royal Park
- Warwick
- Brush Hill

1. 1 2  Population and dwelling counts, for Canada, provinces and territories, and census subdivisions (municipalities), 2016 and 2011 censuses – 100% data (în engleză), 20 februarie 2019